# Гаплогруппа U5a1d (мтДНК)
Гаплогруппа U5a1d — гаплогруппа митохондриальной ДНК человека.

## Субклады
- U5a1d1
  - U5a1d1a
- U5a1d2
  - U5a1d2a
  - U5a1d2b

## Палеогенетика

### Мезолит
Скандинавские охотники-собиратели (SHG)
- Hum2 | H26 __ Hummervikholmen (Ind.2) __ Сёгне, Вест-Агдер, Сёрланн, Норвегия __ 9452–9275 cal BP __ М __ I2-M438 > I-S6635* # U5a1d.[1]

- Steigen | STG001 __ Steigen (Ind. 1) __ Стейген, Нурланн, Нур-Норге, Норвегия __ 5950–5764 cal BP __ М __ I2a1b-M423 > I-V6473 # U5a1d.[1]

Восточноевропейские охотники-собиратели (EHG)
- I0124 | SVP44 __ Lebyanzhinka IV (Grave 1) __ Лебяжинка, Красноярский район (Самарская область), Россия __ 5650-5555 calBCE (6680±30 BP, Beta 392490) __ М __ R1b1 (L278) > R-Y13202 # U5a1d.[2]

- I4552 | ZVEJ5 __ Zvejnieki burial ground (bur. 117) __ Буртниекский край, Видземе, Латвия __ 5479-5374 calBCE (6460±25BP, PSUAMS-2837) __ Ж __ U5a1d.[3]

### Бронзовый век
Ямная культура
- RK1001.C0101 | BZNK-034/4 __ Rasshevatskiy 1 (kurgan 21, grave 11) __ Расшеватская, Новоалександровский район, Ставропольский край, Россия __ 2879-2673 calBCE (4171±22 BP, MAMS-29816) __ М __ R1b1a2 (R-Z2103) # U5a1d.[4]

Карасукская культура
- RISE502 | 5909-4 __ Bystrovka __ Таштыпский район, Хакасия, Россия __ 1497-1308 calBCE (3140±27 BP, OxA-31214) __ Ж __ U5a1d.[5]

### Палеометалл
Оленеостровский могильник
- BOO005 | BOO72.10 __ Кольский район, Мурманская область, Россия __ 3473 ± 87 calBP __ Ж __ U5a1d.[6]

### Железный век
Доримский железный век
- VII3 | AM A483: L30 __ Poanse I, tarand 4 __ Ляэнеранна, Пярнумаа, Эстония __ 380-180 calBCE (2205±35 BP, Poz-98209) __ М __ R-M459 # U5a1d.[7]

## Публикации
2015
- Allentoft ME, Sikora M, Sjögren KG; et al. (Июнь 2015). Population genomics of Bronze Age Eurasia. Nature. 522 (7555): 167–172. doi:10.1038/nature14507. PMID 26062507. {{cite journal}}: Явное указание et al. в: |author= (справка)Википедия:Обслуживание CS1 (множественные имена: authors list) (ссылка)
- Mathieson I, Lazaridis I, Rohland N; et al. (Декабрь 2015). Genome-wide patterns of selection in 230 ancient Eurasians. Nature. 528 (7583): 499–503. doi:10.1038/nature16152. PMC 4918750. PMID 26595274. {{cite journal}}: Явное указание et al. в: |author= (справка)Википедия:Обслуживание CS1 (множественные имена: authors list) (ссылка)

2018
- Günther T, Malmström H, Svensson EM; et al. (Январь 2018). Population genomics of Mesolithic Scandinavia: Investigating early postglacial migration routes and high-latitude adaptation. PLOS Biology. 16 (1): e2003703. doi:10.1371/journal.pbio.2003703. PMC 5760011. PMID 29315301. {{cite journal}}: Явное указание et al. в: |author= (справка)Википедия:Обслуживание CS1 (множественные имена: authors list) (ссылка) Википедия:Обслуживание CS1 (не помеченный открытым DOI) (ссылка)
- Mathieson I; Alpaslan-Roodenberg S; Posth C; et al. (Март 2018). The genomic history of southeastern Europe. Nature. 555 (7695): 197–203. doi:10.1038/nature25778. PMC 6091220. PMID 29466330.
- Lamnidis TC; Majander K; Jeong C; et al. (Ноябрь 2018). Ancient Fennoscandian genomes reveal origin and spread of Siberian ancestry in Europe. Nature Communications. 9. doi:10.1038/s41467-018-07483-5. PMC 6258758. PMID 30479341.

2019
- Wang CC; Reinhold S; Kalmykov A; et al. (Февраль 2019). Ancient human genome-wide data from a 3000-year interval in the Caucasus corresponds with eco-geographic regions. Nature Communications. 10 (1). doi:10.1038/s41467-018-08220-8. PMC 6360191. PMID 30713341.
- Saag L, Laneman M, Varul L; et al. (Май 2019). The Arrival of Siberian Ancestry Connecting the Eastern Baltic to Uralic Speakers further East. Current Biology. 29 (10): 1701-1711.e16. doi:10.1016/j.cub.2019.04.026. PMC 6544527. PMID 31080083. {{cite journal}}: Явное указание et al. в: |author= (справка)Википедия:Обслуживание CS1 (множественные имена: authors list) (ссылка)